# 강미순
강미순(姜美順, 1993년 2월 16일 ~ )은 미래에셋대우 소속의 대한민국 여자 탁구 선수였다. 2008년, 중국에서 한국으로 귀화했다.